# たまこまーけっとのディスコグラフィ
たまこまーけっとのディスコグラフィでは、たまこまーけっとの関連CDについて記述する。発売元はポニーキャニオン。

## シングル

### ドラマチックマーケットライド
2013年1月25日発売。表題曲「ドラマチックマーケットライド」はオープニングテーマに使用されている。ディスクジャケットには北白川たまこ、デラ・モチマッヅィ、北白川あんこ、北白川豆大、大路もち蔵、花瀬かおる、満村文子、魚谷真理、清水富雄が描かれている。イラストはキャラクターデザインを手掛けた堀口悠紀子による描き下ろし。
収録曲
1. ドラマチックマーケットライド [4:20]
  - 作詞：藤本功一、作曲：片岡知子、編曲：宮川弾
  - Guitar：藤本功一
  - テレビアニメ『たまこまーけっと』オープニングテーマ
  - ストリングスとホーンにおもちゃの楽器も加わったアップテンポなポップソング。曲中には男性による「パパパ」というコーラスが挿入されている。タイトルはピチカート・ファイヴの「マジック・カーペット・ライド」をもじったものと指摘されている。『リスアニ！』の澄川龍一は、本楽曲が「ソフト・ロック」であると指摘し、多彩な楽器の音を含んだにぎやかなサウンド・洲崎によるヴォーカルの可愛らしさを高く評価した。

2. ともろう [2:43]
  - 作詞：足立守正、作曲・編曲：岡村みどり

3. ドラマチックマーケットライド（Instrumental）
4. ともろう（Instrumental）

### ねぐせ
2013年1月25日発売。表題曲「ねぐせ」はエンディングテーマに使用されている。ディスクジャケットには北白川たまこが描かれている。イラストはキャラクターデザインを手掛けた堀口悠紀子による描き下ろし。
収録曲
全作曲：山口優
1. ねぐせ [3:52]
  - 作詞：宮川弾、編曲：赤羽俊之・山口優
  - テレビアニメ『たまこまーけっと』エンディングテーマ
  - 『CDJournal』はスタイリッシュかつポピュラリティなテクノポップと指摘している。音楽ライターの上田繭子は「平熱な感じが逆にけだるげでドキッとする」と述べ、タイアップ作品の物語に配慮し女の子の心情を表現した歌詞に高評価を与えた。

2. キミの魔法 [3:41]
  - 作詞・編曲：藤本功一

3. ねぐせ（Instrumental）
4. キミの魔法（Instrumental）

### プリンシプル
2014年4月30日発売。表題曲「プリンシプル」は映画『たまこラブストーリー』主題歌、カップリング曲「こいのうた」はエンディングテーマに使用されている。ディスクジャケットには北白川たまこが描かれている。洲崎綾名義としては初のCDである。
収録曲
1. プリンシプル [4:15]
  - 洲崎綾名義
  - 作詞：愛鈴、作曲：藤本功一、編曲：谷口尚久
  - 映画『たまこラブストーリー』主題歌
  - 『CDJournal』は「切ない気持ちを綴った爽やかなポップ・チューン」と指摘し、幼げで可愛らしいヴォーカルについて賞賛している。

2. こいのうた [3:28]
  - 北白川たまこ名義
  - 作詞：山田尚子、作曲：山口優、編曲：藤本功一
  - 映画『たまこラブストーリー』エンディングテーマ

3. プリンシプル（Instrumental）
4. こいのうた（Instrumental）

## アルバム

### コンピレーション・アルバム

#### twinkle ride CD
2013年2月20日発売。キャラクターソングが収録されている。ディスクジャケットには北白川たまこ、常盤みどり、牧野かんな、北白川あんこ、朝霧史織、チョイ・モチマッヅィが描かれている。イラストはキャラクターデザインを手掛けた堀口悠紀子による描き下ろし。
収録曲
1. おもちアフェっクション! [3:16]
  - 歌：北白川たまこ（洲崎綾）、作詞・作曲・編曲：山口優

2. Girlfriend [3:27]
  - 歌：常盤みどり（金子有希）、作詞：愛鈴、作曲：Gille Audiard、編曲：永田太郎

3. カンカン・マキマキ [4:25]
  - 歌：牧野かんな（長妻樹里）、作詞・作曲・編曲：松前公高

4. Call me Anne [4:49]
  - 歌：北白川あんこ（日高里菜）、作詞：宮川弾、作曲・編曲：藤本功一

5. 今日も言えない [3:58]
  - 歌：朝霧史織（山下百合恵）、作詞・作曲・編曲：宮川弾

6. 太陽とドラム [3:18]
  - 歌：チョイ・モチマッヅィ（山岡ゆり）、作詞：山口優、作曲・編曲：片岡知子

7. きっとね、ずっとね、よろしくね。 [5:08]
  - 歌：たまこ（洲崎綾）、みどり（金子有希）、かんな（長妻樹里）、あんこ（日高里菜）、史織（山下百合恵）、チョイ（山岡ゆり）、作詞・作曲・編曲：藤本功一

#### 星とピエロ
2014年7月16日発売。テレビアニメ「たまこまーけっと」・映画「たまこラブストーリー」劇中のレコード店“星とピエロ”で流れるBGMが収録されている。世界初CD化楽曲5曲を含む。
収録曲
1. My Love's Like [3:44]
  - アーティスト：Cage North
  - “第1話 あの娘はかわいいもち屋の娘”より

2. Un Lieu de Rencontre [2:54]
  - アーティスト：Marilou
  - “第2話 恋の花咲くバレンタイン”より

3. O.S.T "Girl Next Door" [3:01]
  - アーティスト：Franco Casa / Paul Bennett
  - “第2話 恋の花咲くバレンタイン”、“最終回 今年もまた暮れてった”より

4. Hajimete No Hoshi [2:10]
  - アーティスト：Toshiya Nagoshi
  - “第3話 クールなあの子にあっちっち”より

5. Taste a moment of Satan's madness [3:26]
  - アーティスト：Pink Marigold Ice Cream & Giuliano Sopliani
  - “第6話 俺の背筋も凍ったぜ”より

6. Atlantis Flower [4:27]
  - アーティスト：Paul Dante and His Lobularia Orchestra
  - “第7話 あの子がお嫁に行っちゃった”より

7. 恋の歌 [3:05]
  - アーティスト：ダイナマイトビーンズ
  - “第9話 歌っちゃうんだ、恋の歌”、“映画たまこラブストーリー”より

8. Devata Vlna Tanec [2:22]
  - アーティスト：Vladislav Fibich Symfonietta
  - “第10話 あの子のバトンに花が咲く”より

9. Girl on the 94 [2:33]
  - アーティスト：The Cupid's Toy
  - “第11話 まさかあの娘がプリンセス”より

10. qum Daiwtiigyam [5:26]
  - アーティスト：Daniels
  - “映画たまこラブストーリー”より

11. Excerpts from "The Return Of The Drowning Witch" (Part1)
  - アーティスト：Hogweed

12. Excerpts from "The Return Of The Drowning Witch" (Part2)
13. Excerpts from "The Return Of The Drowning Witch" (Part3)
14. Excerpts from "The Return Of The Drowning Witch" (Part4)
15. Excerpts from "The Return Of The Drowning Witch" (Part5)
16. Excerpts from "The Return Of The Drowning Witch" (Part6)
17. Excerpts from "The Return Of The Drowning Witch" (Part7)
18. Excerpts from "The Return Of The Drowning Witch" (Part8)
19. Excerpts from "The Return Of The Drowning Witch" (Part9)

### リミックス・アルバム

#### omochi-tronica EP plus
2014年4月9日発売。「twinkle ride CD」に収録されていた楽曲の、リミックス2曲とインストゥルメンタル全曲が収録されている。ディスクジャケットには北白川たまこ、常盤みどり、牧野かんな、北白川あんこ、朝霧史織、チョイ・モチマッヅィが描かれている。AnimeJapan2014ポニーキャニオンブースにて映画「たまこラブストーリー」劇場前売券とセット販売していたCDをきゃにめ.jpにて単品で発売。
収録曲
1. Jimanica Playsおもちアフェっクション!
  - 歌：北白川たまこ（洲崎綾）、作詞・作曲：山口優、編曲：Jimanica

2. Call me Anne Louder
  - 歌：北白川あんこ（日高里菜）、作詞：宮川弾、作曲・編曲：藤本功一

3. おもちアフェっクション!（Instrumental）
4. Girlfriend（Instrumental）
5. カンカン・マキマキ（Instrumental）
6. Call me Anne（Instrumental）
7. 今日も言えない（Instrumental）
8. 太陽とドラム（Instrumental）
9. きっとね、ずっとね、よろしくね。（Instrumental）

### ベスト・アルバム

#### Everybody Loves Somebody ～ うさぎ山から愛をこめて
2015年3月18日発売。テレビアニメ版、劇場版の主題歌など全17曲が収録されている。ベスト・アルバムとなっているが、新曲・未発表曲5曲が含まれる。
収録曲
1. ドラマチックマーケットライド [4:20]
  - テレビアニメ『たまこまーけっと』オープニングテーマ

2. ともろう [2:42]
  - マキシシングル「ドラマチックマーケットライド」c/w曲

3. KOI NO UTA [3:01]
  - 映画『たまこラブストーリー』オープニングテーマ

4. プリンシプル [4:14]
  - 映画『たまこラブストーリー』主題歌

5. ねぐせ [3:54]
  - テレビアニメ『たまこまーけっと』エンディングテーマ

6. キミの魔法 [3:41]
  - マキシシングル「ねぐせ」c/w曲

7. こいのうた [3:27]
  - 映画『たまこラブストーリー』エンディングテーマ

8. 恋の歌 [3:06]
  - 歌：ダイナマイトビーンズ、作詞：山田尚子、作曲・編曲：山口優
  - コンピレーション・アルバム「星とピエロ」収録

9. デラ・モチマッヅィのうた [4:12]
  - 歌：デラ・モチマッヅィ（山崎たくみ）、作詞：山田尚子、作曲：山田尚子・片岡知子、編曲：片岡知子・山口優
  - 連動購入キャンペーン特典CD収録

10. デラ・モチマッヅィのうた（Instrumental） [4:12]
  - 映画「南の島のデラちゃん」より

11. Call me Anne Louder [5:05]
  - キャラクターソング・リミックスCD「omochi-tronica EP plus」収録

12. 今日も明日も [4:45]
  - 歌：北白川たまこ・大路もち蔵（洲崎綾・田丸篤志）、作詞：藤本功一、作曲：片岡知子、編曲：藤本功一・片岡知子

13. 二重奏クレッシェンド [3:49]
  - 歌：常盤みどり・牧野かんな（金子有希・長妻樹里）作詞：宮川弾、作曲・編曲：ゲイリー芦屋

14. 太陽とドラムと喋る鳥 [4:04]
  - 歌：チョイ・モチマッヅィ、デラ・モチマッヅィ（山岡ゆり・山崎たくみ）、作詞・作曲・編曲：山口優

15. うさ湯音頭 [4:21]
  - 歌：湯本長治（津久井教生）、作詞：足立守正、作曲・編曲：ゲイリー芦屋

16. ひなこより [1:25]
  - 歌：ひなこ（日笠陽子）、作詞：山田尚子・山口優、作曲・編曲：片岡知子

17. きっとね、ずっとね、よろしくね。 [5:09]
  - キャラクターソングアルバム「twinkle ride CD」収録

## サウンドトラック

### Snappy Music Around of Tamako
2013年4月26日に発売された。劇中で使用されたサウンドトラックなどが収録されている。作曲または編曲表記のない楽曲はすべて片岡知子が手掛けている。
収録曲
Disc 1
1. ドラマチックマーケットライド（TVサイズ）
  - 歌：北白川たまこ（洲崎綾）、作詞：藤本功一、編曲：宮川弾

2. たのしいたまこ
  - ストリングスアレンジ：須磨和声

3. もっと楽しいたまこ
4. もの思いのたまこ
5. もの思いのたまこ～その2
6. おセンチたまこ
7. 怒りのたまこ
8. お昼寝たまこ
  - 作曲・編曲：薄井由行

9. たのしいたまこ・ピアノソロ
10. もっと楽しいたまこ・ピアノソロ
11. 恋するデラ
12. コミカルデラ
13. かっこつけデラ
14. デラとたまこ
15. サブタイトル
16. 朝のたまや
17. 北白川家のテーマ
18. おじいちゃんのおもち
19. とーちゃんのおもち
20. 朝のたまや・ピアノソロ
21. アイキャッチ
  - 作曲：山田尚子・片岡知子

22. みどりのテーマ
23. かんなのテーマ
24. かんなのテーマ・BPM124
25. 史織のテーマ
26. もち蔵のテーマ
  - 作曲・編曲：永田太郎

27. チョイのテーマ
28. バトン部三人娘のテーマ
29. たのしいたまこの可憐なイントロ

Disc 2
1. たのしいたまこのとんまなイントロ
2. 学校とスクールガール
  - 作曲・編曲：冷水ひとみ

3. 放課後
  - ストリングスアレンジ：須磨和声

4. いつものたまこと豆大
  - 作曲・編曲：山口優

5. バトン部三人娘のテーマ・ピアノソロ
6. 放課後・ピアノソロ
7. デラ登場
  - 作曲・編曲：薄井由行

8. お化け屋敷
  - 作曲・編曲：薄井由行

9. たのしいあんこ
10. ドキドキあんこ
11. ナーバスあんこ
  - 作曲・編曲：山口優

12. 胸キュンあんこ
  - 作曲・編曲：山口優

13. さよならのあんこ
14. アイキャッチ（Instrumental）
  - 作曲：山田尚子・片岡知子

15. しあわせの商店街
  - ストリングスアレンジ：須磨和声

16. 商店街の日常
17. 朝の商店街
  - 作曲：片岡知子・冷水ひとみ、編曲：冷水ひとみ

18. 商店街のピンチ
19. お祭りの商店街
  - 作曲：片岡知子・永田太郎、編曲：永田太郎

20. バレンタインの商店街
  - 作曲：片岡知子・永田太郎、編曲：永田太郎

21. 夕暮れの商店街
  - 作曲：片岡知子・冷水ひとみ、編曲：冷水ひとみ

22. しあわせすぎる商店街
23. しあわせの商店街・ピアノソロ
24. ドラマチックマーケットライド（たまこハミングバージョン）
  - ハミング：北白川たまこ（洲崎綾）

25. ねぐせ（TVサイズ）
  - 歌：北白川たまこ（洲崎綾）、作曲：山口優、作詞：宮川弾、編曲：赤羽俊之・山口 優

### 映画「たまこラブストーリー」オリジナル・サウンドトラック
2014年7月16日に発売された。劇中で使用されたサウンドトラックなどが収録されている。
収録曲
1. 店街の日常（Cinema ver.）
2. KOI NO UTA
  - 歌：北白川豆大（藤原啓治）

3. かんなのテーマ
4. バトン部三人娘のテーマ　ピアノソロ
5. 放課後　ピアノソロ
6. 幸せの商店街（Cinema ver.）
7. 恋するもち蔵
8. もち蔵の計画
9. うさ湯にて
10. 朝の学校
11. みどりともち蔵
12. 河原のたまこともち蔵
13. たまこ錯乱中
14. やさしい雨降り
15. ちいさな秘密
16. 学校とスクールガール（Cinema ver.）
17. ひなこの想い出
18. 宇宙の入り口
19. とーちゃんのおもち
20. 秘密
21. 秘密　ピアノソロ
22. おじいちゃんのおもち
23. おセンチたまこ（Cinema ver.）
24. 中庭
25. 恋のあれこれ
26. 豆大さんへ～「きらきら星」より
  - 歌：ひなこ（日笠陽子）

27. たまこへ
28. 上を向いて歩こう
29. 教室
30. みどりのテーマ
31. 風の吹く先
32. こいのうた（ショートサイズ）
  - 歌：北白川たまこ（洲崎綾）

33. プリンシプル（ショートサイズ）
  - 歌：北白川たまこ（洲崎綾）

34. みどりの気持ち（Bonus track）

## BD・DVD特典CD
Blu-ray Disc、DVDの初回特典として同梱されている特典CD。すべて劇中曲で、コンピレーション・アルバム「星とピエロ」に再録されている。

### 第1巻
- 「My Love’s Like」Cage North

### 第2巻
- 「Un Lieu de Rencontre」Marilou

### 第3巻
- 「Excerpts from"The Return Of The Drowning Witch" (Part1～Part9)」Hogweed

### 第4巻
- 「O.S.T.“Girl Next Door”（Zizzania）」Franco Casa / Paul Bennett

### 第5巻
- 「恋の歌」ダイナマイトビーンズ（たまこの手作り風ジャケット仕様／北白川豆大手書き再現歌詞カード付き）

### 第6巻
- 「Girl on the 94」The Cupid's Toy

## ラジオCD

### たまこまーけっと もちもちラジオ CDスペシャル
2013年8月10日発売。WEBラジオ『たまこまーけっと もちもちラジオ』（響 - HiBiKi Radio Station -）より新たに録りおろした未放送のスペシャル番組を収録したもの。
- 出演者：洲崎綾（北白川たまこ役）、金子有希（常盤みどり役）、長妻樹里（牧野かんな役）
- スペシャルゲスト：田丸篤志（大路もち蔵役）

## カバー
Yun*chiが『アニ*ゆん〜anime song cover〜』(2015年4月15日）で『こいのうた』をカバーする。